# Kasanski awiazionny sawod

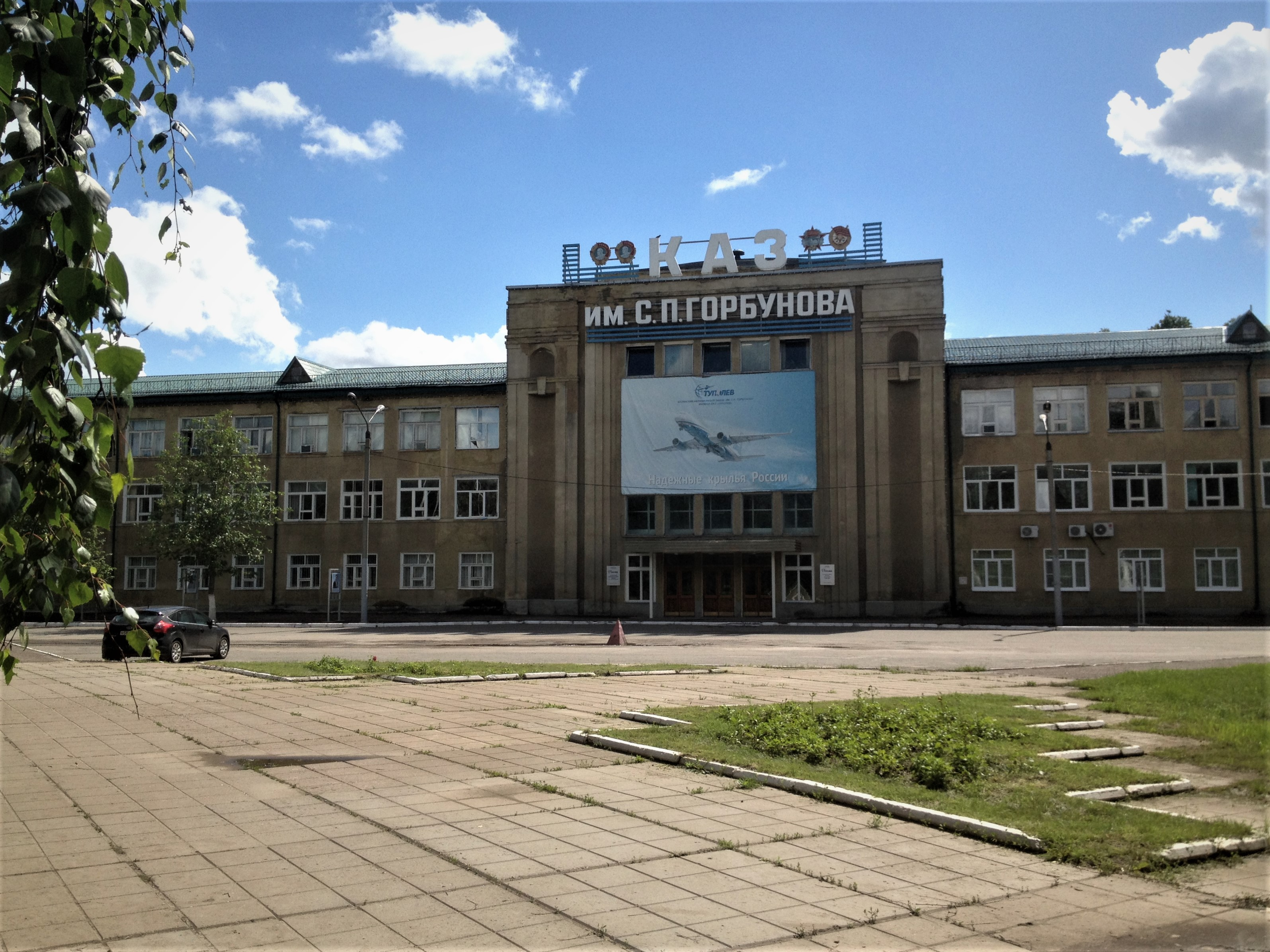
Verwaltungsgebäude (2017)

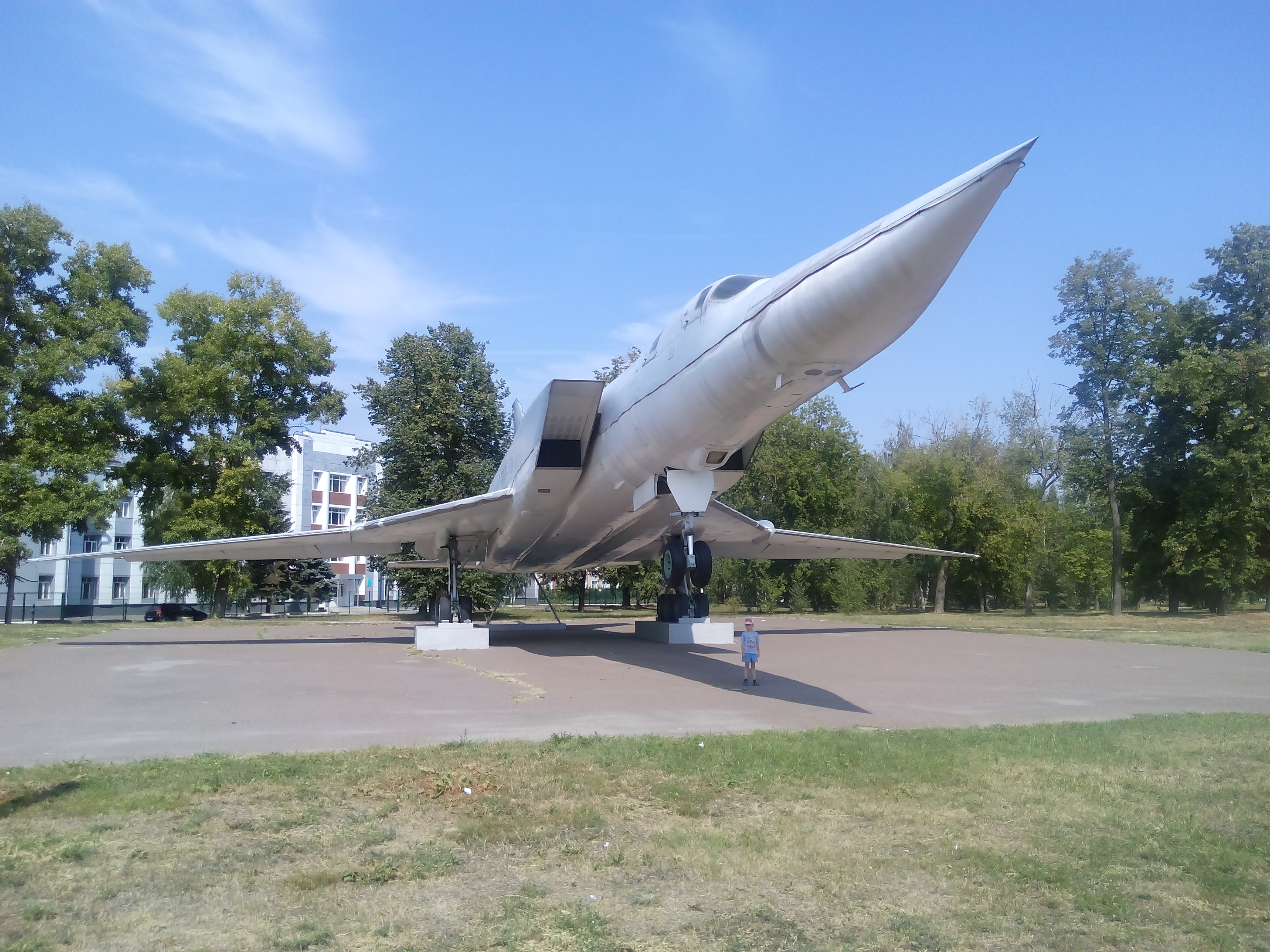
Ausgestellte Tupolew Tu-22M3

Das Kasanski awiazionny sawod (russisch Казанский авиационный завод имени С. П. Горбунова Kasaner Flugzeugwerk „S. P. Gorbunow“) ist eine Niederlassung des Tupolew-Konzerns in Kasan.
Unmittelbar nordöstlich der Fabrik befindet sich der Werksflugplatz Borissoglebskoje.

## Geschichte
Die Anfänge des Werks lagen im Jahr 1923, als die Junkers Flugzeugwerk AG in Fili bei Moskau einen Zweigbetrieb errichtete. Es wurden unter anderem Flugzeuge für die sowjetische Armee wie die Ju 20 und Ju 21 gebaut. Junkers gab 1927 den Standort aufgrund von Unstimmigkeiten mit der sowjetischen Seite auf; das Gelände wurde vom sowjetischen Staat übernommen und die nach Sergei Petrowitsch Gorbunow benannte Produktionsstätte als Flugzeugwerk Nr. 22 weitergeführt. Die von Junkers eingeführte Ganzmetallbauweise wurde teils inklusive der Wellblech-Bauweise übernommen und mit der R-3 und TB-1 die ersten in Serie gebauten Ganzmetallflugzeuge der Sowjetunion produziert. Bis zum Kriegsbeginn 1941 war das Werk Nr. 22 mit 49,6 % der Produktionskapazität im Luftfahrtbereich das leistungsfähigste des Landes. So produzierte es den Großteil des schweren Bombers TB-3 und war Alleinhersteller der zweimotorigen SB-2. 1941 wurde es kriegsbedingt von Moskau-Fili nach Kasan in die Tatarische Autonome Sozialistische Sowjetrepublik auf das Areal des 1932 gegründeten Flugzeugwerks Nr. 124 verlegt. Auf dem alten Gelände in Fili entstand 1942 das Werk Nr. 23.
Das Werk Nr. 124 wurde anfangs nur für die Reparatur der Tupolew-Bomber TB-1 und TB-3 genutzt, ab 1935 begann dann der Bau des schweren Bombers DB-A in einer kleinen Serie und des achtmotorigen Passagierflugzeugs ANT-20bis, anschließend wurden in der Anlage in einer Anzahl von 91 Stück der moderne viermotorige Bomber Pe-8 gebaut.
Das Werk Nr. 22 produzierte während des Krieges rund 10.000 Stück des zweimotorigen Bombers Petljakow Pe-2. Am 28. Dezember 1941 wurden die beiden Betriebe unter der Nummer des Werks Nr. 22 vereinigt. 1978 erfolgte eine Umorganisation des Betriebs mit gleichzeitiger Umbenennung in Kasaner Luftfahrt-Produktionsvereinigung KAPO (Kasanskoje awiazionnoje proiswodstbennoje obedinenije, Казанское авиационное производственное объединение, КАПО). Aufgrund der Eigenart in der Sowjetunion, dass Konstruktionsbüros und Herstellungsbetriebe nicht vereint und auch nicht ausschließlich zugeordnet waren, stellte das Werk Flugzeuge verschiedener Konstruktionsbüros her. Von 1964 bis 1998 produzierte das Werk fast alle, nämlich 281 Flugzeuge des Typs Iljuschin Il-62. Zuvor aber entstanden dort neben Bombern von der Tu-4 über die Tu-16 bis zur Tu-22 auch die erste Passagiermaschine Tu-104. Aus der Typenreihe von Tupolew werden in Kasan bis über den Zerfall der Sowjetunion hinaus die Tu-22M, die Tu-160 und die Tu-214 ausgeführt.
Das Kasaner Flugzeugwerk erhielt danach auch den Zuschlag für die Modernisierung von 15 Tu-160 inklusive neuer Zielsysteme, verbesserter Marschflugkörper und Geräte zur elektronischen Kampfführung. Die erste Tu-160M wurde im Juli 2006 den Fernfliegerkräften übergeben. Dieser Auftrag, sowie die Produktion von jährlich zwei Tu-214 reichten jedoch bei weitem nicht, die Kapazitäten und Kompetenzen des Werks aufrechtzuerhalten, wurde 2015 beklagt. Man hoffte in Kasan auf einen Serienbau der Il-114 im Werk, nachdem die Weiterentwicklung oder ein Serienbau der Flugzeuge Tu-324 und Tu-334 vom Staat aufgrund dessen Prioritäten nicht unterstützt wurde. Zuletzt im Frühjahr 2016 wurde bei der Zuteilung der föderalen staatlichen Mittel zur Förderung der Flugzeugindustrie die Tu-324, obwohl vorgeschlagen und dies allenfalls unter Beteiligung Chinas, nicht berücksichtigt.
Seit 2014 gehört das Werk über den Tupolew-Konzern zur United Aircraft Corporation.